# Rougnac
Rougnac é uma comuna francesa na região administrativa da Nova Aquitânia, no departamento de Charente. Estende-se por uma área de 29,88 km². Em 2010 a comuna tinha 412 habitantes (densidade: 13,8 hab./km²).